# 難波田城
難波田城（なんばたじょう）は、埼玉県富士見市南畑にあった日本の城。埼玉県旧跡。難波田城公園として整備されている。

## 概要
難波田城は富士見市東部の荒川と新河岸川の間の自然堤防上にあった、武蔵七党村山党の一流難波田氏の居城である。鎌倉時代に村山党金子氏の金子家範の子、高範が当地を与えられ地名を苗字として館を構えたのが始まりと言われている。『新編武蔵風土記稿』には築城から廃城に至るまでだけでなく具体的に城郭の構造にも触れられており、「小田原編年録」の文化9年（1812年）の古図にも描かれている。河越夜戦で難波田氏の主家扇谷上杉氏の敗戦により難波田氏が没落すると上田朝直一族の上田周防守左近の知行地となり、支城として縄張りを広げ城郭を改築していったとされる。戦国時代に小田原の北条氏が作成した『小田原衆所領役帳』にも小机衆の上田左近が難波田の領主であったことが記されている。しかし、永禄年間初頭には北条氏の家臣清水政勝が河越城衆として難波田城を攻撃したことを晩年に作成した覚書（「清水正花武功覚書」）に記しており、難波田周辺に所領を持っていた太田資正が北条氏と争った時期に難波田城を支配していたと考えられている。その後、太田資正が岩付城を追われたことで難波田城も北条方に戻っている。小田原征伐の武州松山城落城と共に廃城となった。
現在城跡は市の発掘調査後に「難波田城公園」として整備されている。市教育委員会の発掘調査によると古図とほぼ同様に三重の堀と本郭を中心に郭が同心円状に配置され、建物跡や倉庫跡が発掘された。
2024年10月、地元の研究家が77年前（1947年）に米軍が撮影した航空写真を入手して精査した結果、北側にある二ノ丸の形状や外堀の範囲、同心円状の曲輪の輪郭がほぼ明らかとなり各曲輪の役割も解明した。また、搦手の堀は鉤の手に曲り横矢掛かりになっていて馬出しがあったこと、虎口は内枡形虎口で厳重に防御されていたことが判明し、江戸時代に描かれた城絵図にある蔵屋敷の場所や新編武蔵風土記稿で触れられている櫓台跡の位置も特定した。その他にも航空考古学の見地から、地表に現れたクロップマークやソイルマークを手掛かりに開墾で失われた本丸や曲輪の様子、東側の外堀と湿地帯を仕切る堤の形状や機能もわかってきた（参考文献にリンクあり）。

## 難波田城公園

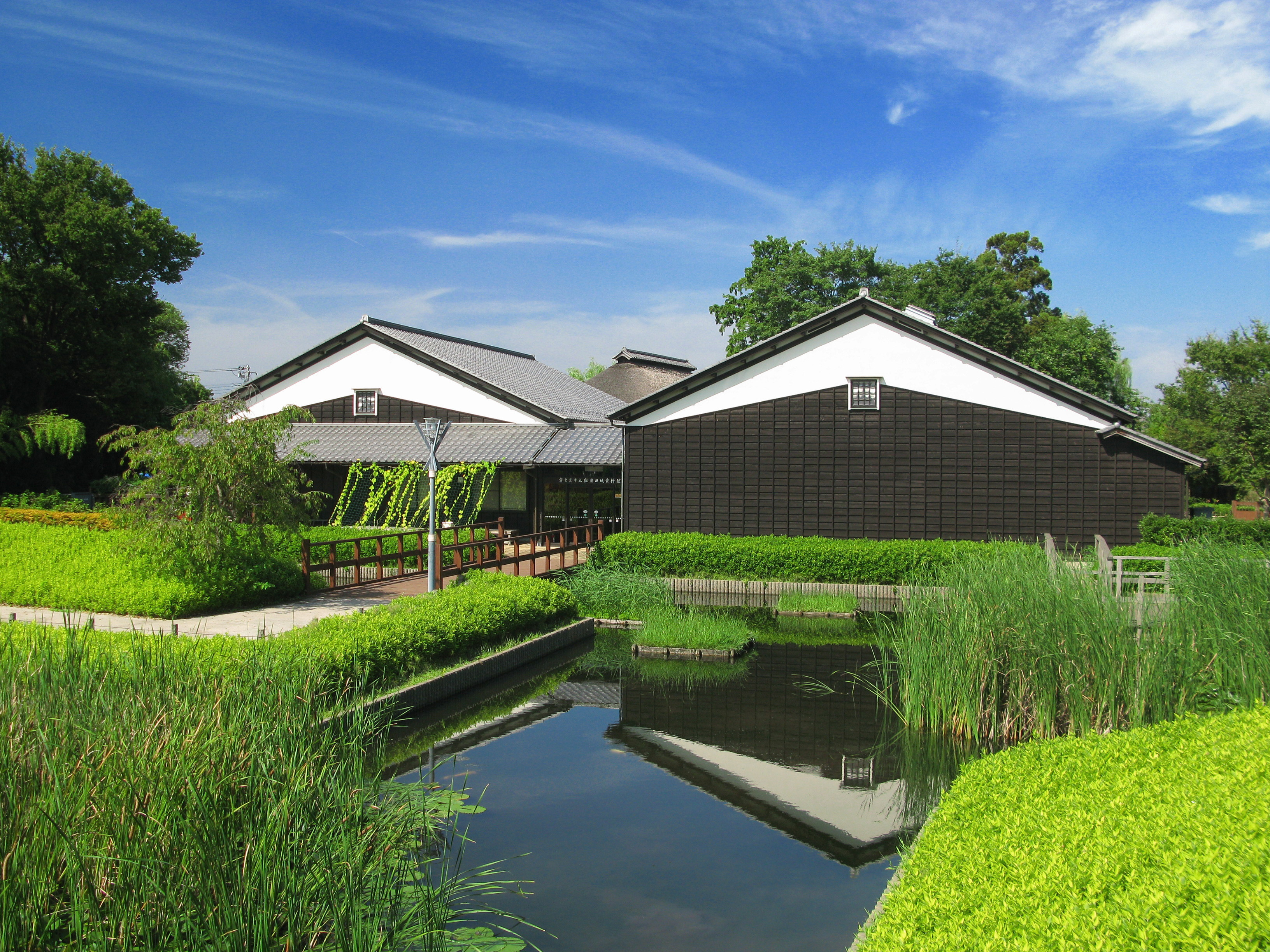
難波田城資料館

1928年（昭和3年）に埼玉県史跡に指定され、1961年（昭和36年）に埼玉県旧跡に指定変更された。公園として整備されるまでは、石碑だけが建つ小さな空き地、のような雰囲気のままであった。
2000年（平成12年）6月1日に公園として開園（広さ：約17000平方メートル）した。園内は、東側に難波田城の堀や橋などを復元した城跡ゾーンと、西側に富士見市内に建っていた古民家2軒と長屋門（いずれも富士見市指定有形文化財）を移築した古民家ゾーンにわかれており、その中央に難波田城資料館がある。この資料館は難波田氏や難波田城についてだけでなく、富士見市の近現代の歴史についても扱っており、鶴瀬団地の模型なども展示されている。
平成13年度国土交通省手づくり郷土賞（地域整備部門）受賞。
復元した堀は、蓮や菖蒲の名所にもなっているが、城郭としては、余りに綺麗に整備され過ぎていて、城跡として当時の面影を偲ぶ事は困難である。なお土塁の一部である盛り土（市指定文化財、2022年11月28日指定。）が公園外の北側民家脇に見られるが、2023年5月の時点で破壊が進んでいるのが確認されている。
入園無料の公園だが開園時間（9時〜17時・18時）が設定されており、常時開園ではない。時間外は公園入口の門が閉じられ、入園は一切不可能である。なお、園内の行田蓮の開花時期は7月上旬までの週末（土曜日）に限り開園時間が6時30分に早められる。